# Стефан I (герцог Неаполя)
Стефан I (лат. Stephanus I, итал. Stefano I; умер в 687) — герцог Неаполя (684—687).

## Биография
Основной раннесредневековый исторический источник, сообщающий о Стефане I — «Хроника герцогов Беневенто, Салерно, Капуи и Неаполя». Согласно ей, он получил власть над Неаполитанским герцогством в 684 году после смерти Цезария I. В то время Неаполь входил в состав Византии и для утверждения в должности Стефан I должен был получить согласие императора Константина IV.
О правлении Стефана I известно не очень много. В источниках сообщается только о произошедшем при этом герцоге в марте 685 года извержении Везувия, от которого сильно пострадали окрестности Неаполя. Однако сам город не понёс серьёзного ущерба. Возглавлявшееся епископом Агнеллом местное духовенство приписало такое «чудесное избавление» Неаполя от бедствия заступничеству святого Януария. С этого времени в городе начал быстро распространяться культ этого святого, и уже вскоре Януарий стал почитаться главным небесным покровителем Неаполя. Вероятно, именно с этими событиями связаны первые изображения этого святого на изготовленных в Неаполе монетах. До того же на отчеканенных здесь монетах изображались только портреты византийских императоров.
В «Хронике герцогов Беневенто, Салерно, Капуи и Неаполя» сообщается, что Стефан I правил Неаполитанским герцогством три года и скончался в 687 году. Его преемником в должности был Бонелл.